# Grassington
Grassington è un paese di 1 126 abitanti della contea del North Yorkshire, in Inghilterra.